# Церква св. Карла Борромео у Вроцлаві
Церква св. Карла Борромео у Вроцлаві був побудований у 1911–1913 роках за проектом архітектора Й. Маас у трикутнику між Gabitzstraße ( Gajowicka Street ), Charlottenstraße ( Krucza Street ) і Herderstraße ( Grochowa Street ).

## Історія
Церква була заснована у зв’язку з приходом парафіян у колишні села, а з 1868 р. нові житлові масиви Вроцлава: Гьофхен ( Дворек ) і Габіц ( Гайовіце ). Католицькі мешканці цих сіл до кінця 19 століття належали до віддаленої парафії при костелі Пресвятої Діви Марії на Виспі П'ясек ; лише в 1892 році в монастирі Борромео в Тшебниці, розташованому на сьогоднішній вул. Стисія, для потреб мешканців обох маєтків збудовано католицьку каплицю (проіснувала до 1970-х років). У 20 столітті була побудована нова церква св. Ігнатій Лойола ). Заклик св. Карла Борромео перенесли до нової церкви.
Під час облоги Фестунга Бреслау в 1945 році німецькі захисники встановили опорний пункт у церкві, використовуючи вежу для полегшення огляду переднього плану та міцної конструкції будівлі. Рішення прийняв командуючий обороною фортеці генерал Ганс фон Альфен . Отець Павло Пайкерт з парафії св. Моріс записав у своєму щоденнику 22 лютого 1945 року:
Це той самий генерал, за наказом якого була побудована церква св. Карл[Боромеуш] перебудовується на твердиню і який на допит директора Карітасу Зінке, ведучи з ним переговори за наказом каноніка капітули Крамера щодо осквернення церкви, заявив, що в разі потреби накаже кожна церква має бути перетворена
через п'ять днів:
Церква св. Карла, який був перетворений на фортецю, повністю зруйнований. Це була неороманська будівля... велична, представницька споруда
Парох церкви св. Чарльзу наказали залишити церкву (він разом з іншими людьми переїхав у підвал сусідньої каплиці на сьогоднішній вул. Стисія, від 1923 р. маючи нового покровителя – св. Ігнатій Лойола ). З розповідей польських священиків, які там сховалися, випливає, що бомбардування та обстріл костелу були дуже серйозними й очікуваними – як оцінив і описав о. Пейкерт – що його зрівняли із землею. Насправді пошкодження церкви були дещо меншими, сягали 50%. Найбільшої шкоди церква зазнала від десятків фугасів, які зруйнували дах і ферму даху, три вежі, ризницю та орган.
Спочатку, відразу після війни, серйозно розглядалося його знесення. Ця ідея виглядала тим більш виправданою, що на той час практично всі Гайовиці, а також сусідні маєтки Дворек і Полудне були перетворені на море руїн і лише деякі місцеві будівлі були придатні для життя. Тому не було потреби відбудовувати храм, оскільки в 1952 році в парафії проживало лише 200 осіб. вірний. У перші післявоєнні роки залишки техніки систематично грабувалися і спустошувалися; церковна влада також дозволила вроцлавським священикам демонтувати обладнання, щоб перенести його в інші сакральні споруди міста. Деякий час розглядалася можливість заснування тут гарнізонного костелу (поруч ще є казарми та штабні будівлі), і нарешті у 1947 році францисканці взялися за реконструкцію; у 1950 р . тут відновлено богослужіння (спочатку в бічній каплиці), у 1951 р. завершено ремонт даху, засклені вікна, відремонтовано головну вежу та дві бічні. У 1985-1987 роках було проведено ще один капітальний ремонт, в якому покрівлю та вежі покрили мідним листом.

## Архітектура
Своєю неороманською формою церква відсилає до архітектури Рейнської області, а її інтер’єр – до сілезької готики . Зальна, тринавна споруда складена з тесаного каменю, із західного боку (при вул. Гайовицькій) над нею домінує чотиригранна вежа, а все збагачується чотирма кутовими башточками. Інтер’єр має хрестове склепіння, яке підтримується вісьмома стовпами.
Під пресвітерієм костелу є каплиця, яку за формою називають « Порціункула » - від 3 травня 1993 року Санктуарій Матері Божої Благодатної.  Образ Матері Божої Благодатної, Покровительки шлюбу та родини, 11 вересня 1994 р. з дозволу Папи Івана Павла ІІ, кард. Антоні Марія Хав’єрре Ортас, Префект Конгрегації Божого Культу і Дисципліни Таїнств, разом з кард. Генрик Гульбінович, увінчали папськими коронами, визнавши його таким чином чудотворним  .

## Органи
Спочатку орган знаходився в євангельській церкві в Стшегомі. Коли в 1957 році він перестав виконувати свою функцію і занепав, органи були вивезені до Вроцлава і зібрані в костелі св. Карл Борромео
Ці органи вже багато років перебувають у погіршеному стані. Лише у 2008 році компанія Chrobaków провела реконструкцію. Окрім суто ремонтних робіт, було змінено ордер і вставлено прилавок у цоколь барокової органної шафи XVIII ст. .

## Дзвони
Попередній комплект із 3 дзвонів датується 1912 роком. Вони були присвячені св. Чарльз, св. Георгія та Богородиці. Нині на вежі висять три дзвони 1966 року. Також є залишки старих дзвонів, які були реквізовані під час війни .

## Галерея

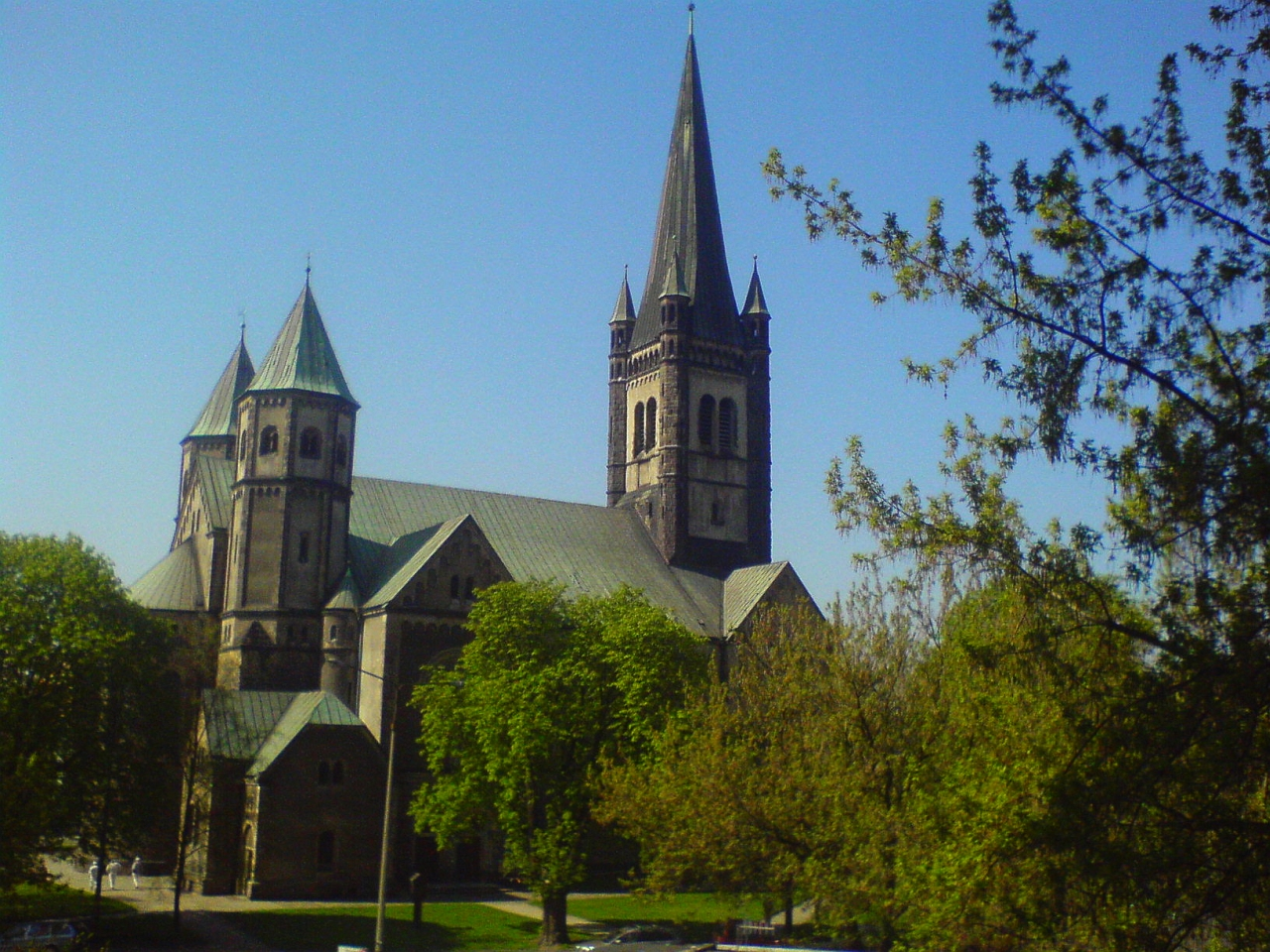
Вигляд з північного сходу
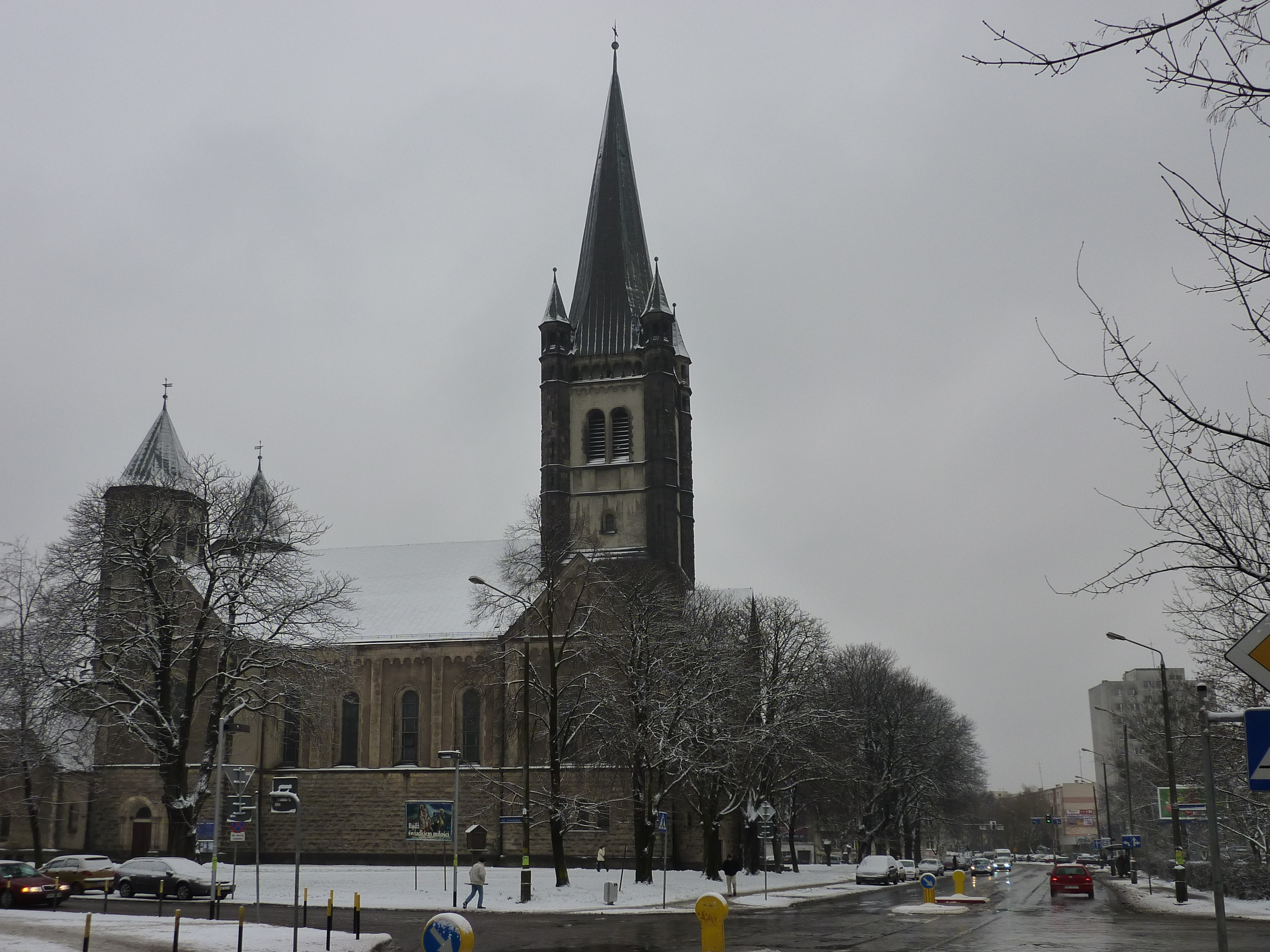
Вид з вулиці Гайовицької
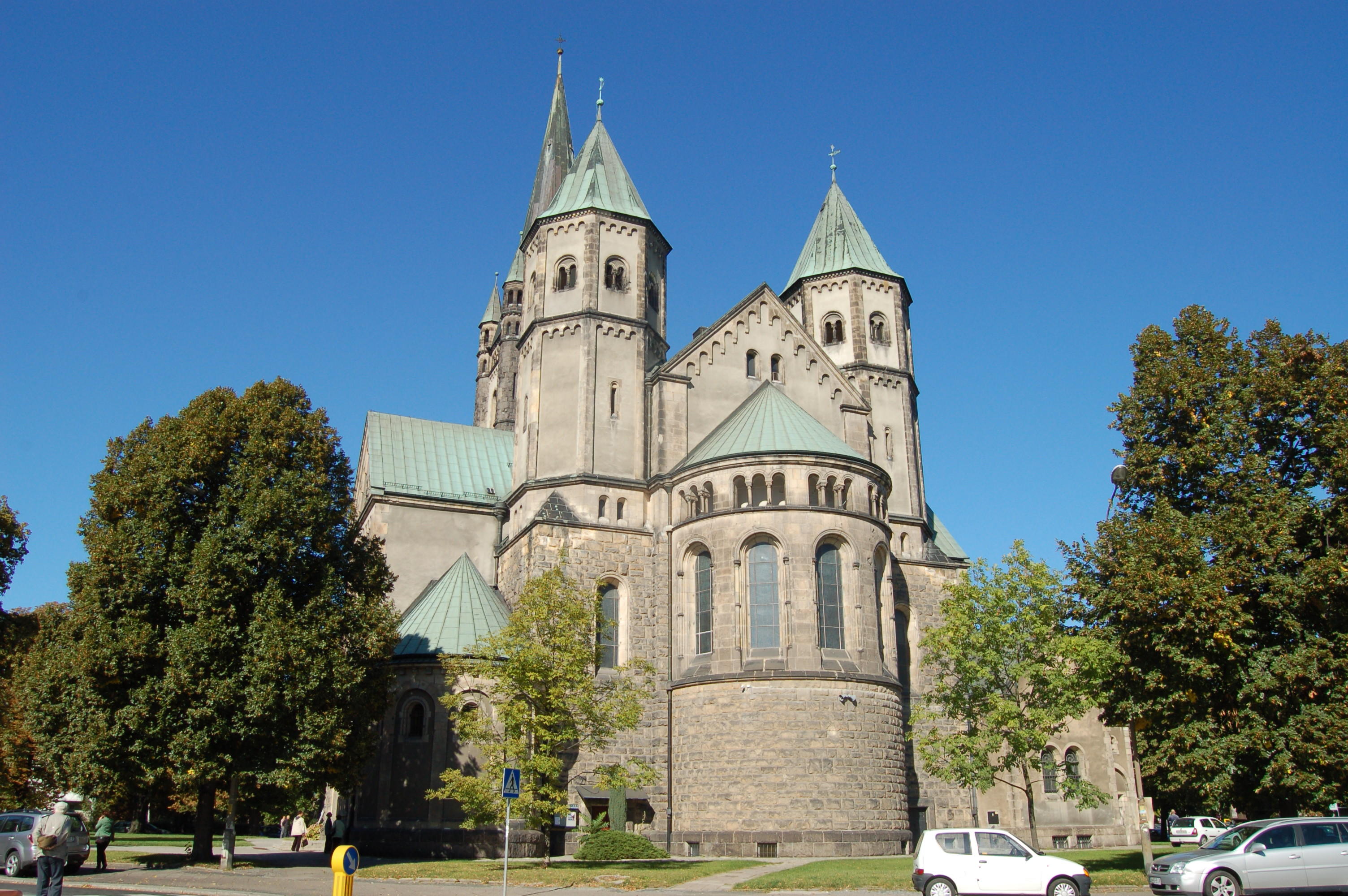
Вигляд зі сходу ( вул. Круча )
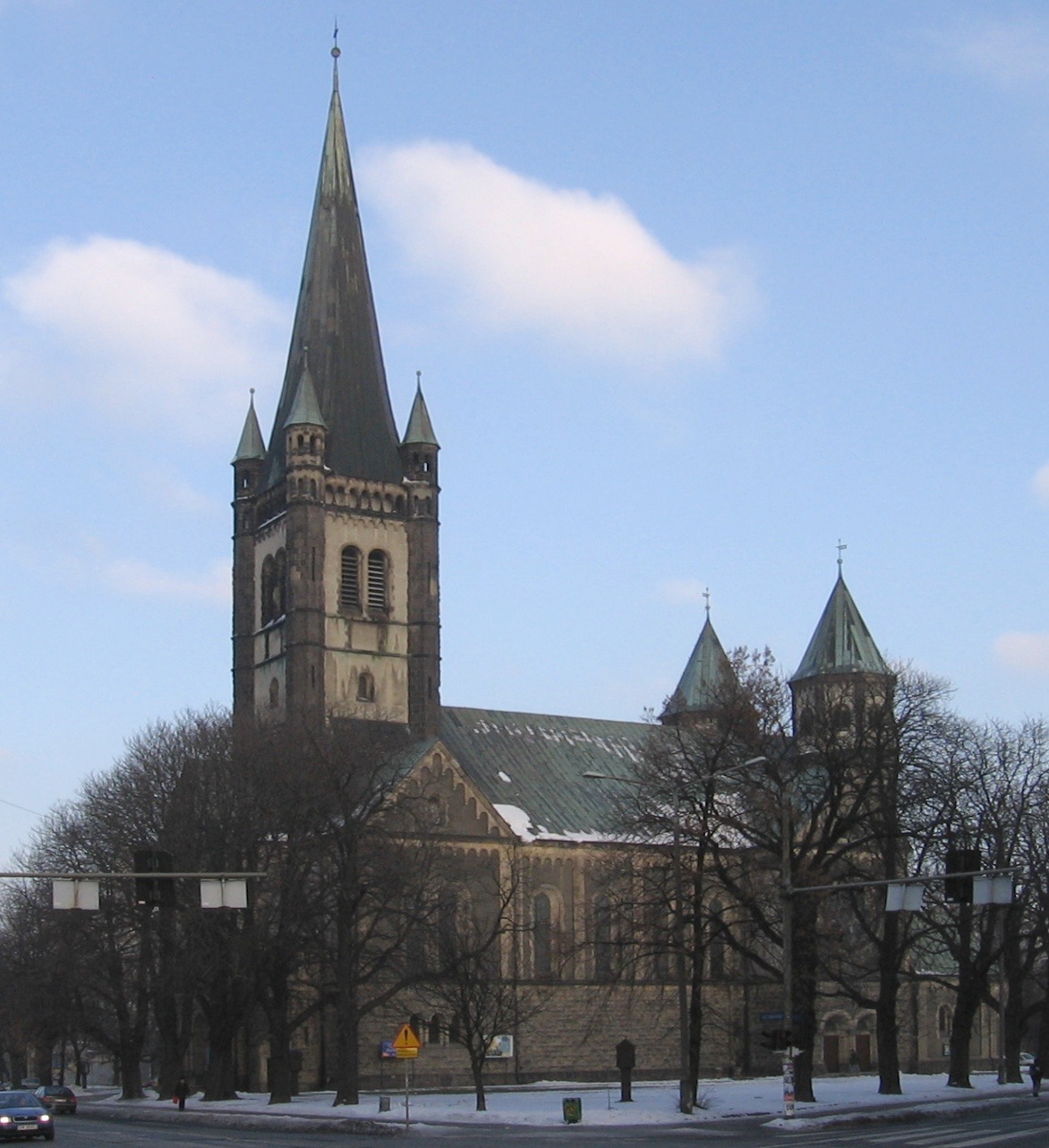
Вигляд з південного заходу ( кут вул.Гайовицької та вул. Круча)

## Виноски
1. ↑  Реєстр пам'яток
2. ↑  Jolanta Sąsiadek, 10 - lecie koronacji obrazu Matki Bożej Łaskawej - Strzeż nasze rodziny, Gość Niedzielny, Nasza Diecezja - Wrocław, nr 36/466, str. I - II, 5 września 2004
3. ↑  Encyklopedia Wrocławia (вид. III). Wrocław: Wydawnictwo Dolnośląskie. 2006. с. 601. ISBN 83-7384-561-5.
4. ↑  Organy - Polskie Wirtualne Centrum Organowe
5. ↑  Historia (pl-PL)

## Зовнішні посилання
- Церква св. Карла Борромео в Wratislaviae Amici
- Сайт парафії
- Римсько-католицький душпастирський центр для англомовних у парафії Св. Карла Борромео, Вроцлав, Польща